# Kościół Świętych Apostołów Piotra i Pawła w Dusznikach-Zdroju
Kościół Świętych Apostołów Piotra i Pawła – rzymskokatolicki kościół parafialny należący do Dekanatu Kudowa-Zdrój diecezji świdnickiej.

## Historia
Świątynia murowana powstała w połowie XVI wieku na miejscu dawnej, drewnianej świątyni pochodzącej z 1334 roku. Jej prezbiterium to południowo-wschodnia kaplica obecnej budowli. W 1550 roku odbywały się w niej pierwsze protestanckie kazania. Pod koniec XVI wieku dzięki pomocy cesarskiej świątynia została odnowiona, a w 1598 roku została wzniesiona nowa kazalnica, przeniesiona następnie do kaplicy pod wezwaniem Świętej Trójcy. Na początku XVII wieku budowla została zniszczona przez pożar, po tym zdarzeniu świątynia została odbudowana dopiero w 1629 roku. W 1623 roku kościół został przejęty przez katolików i w ich rękach pozostał do dziś. W latach 1641–1680 została wybudowana kamienna wieża, istniejąca do dzisiaj, przebudowana w 1656 roku i następnie w 1675 roku. Pod koniec XVII wieku z powodu zniszczenia wewnętrznych drewnianych empor zaplanowano przebudowę świątyni. W 1708 roku został poświęcony kamień węgielny pod budowę nowego kościoła, usytuowanego prostopadle do pierwotnej Budowli. Projekt barokowej świątyni został przygotowany przez Lorensa Meysera z Kłodzka. Budowa została ukończona w 1730 roku. W 1771 roku zostało przebudowane sklepienie w prezbiterium. W 1780 roku został wybudowany nowy chór muzyczny i zostały wykonane polichromie przez malarza Grunda z Dusznik-Zdroju. W 1816 roku została wybudowana obecna dzwonnica, a w 1817 roku kaplica północna. Podczas wielkiego pożaru Dusznik-Zdroju w 1844 roku zostały spalone dachy i runęło sklepienie w wieży.

## Architektura
Kościół to budowla jednonawowa nakryta sklepieniem kolebkowym. Wzdłuż ścian bocznych ciągną się kaplice. Do bogatego wyposażenia świątyni należą m.in.: barokowy ołtarz główny z około 1730 roku wykonany przez M. Kösslera i ozdobiony figurami z lat 1717-25 oraz obrazem wybitnego czeskiego malarza Piotra Brandla „Pożegnanie Apostołów Piotra i Pawła”. Pozostałe ołtarze pochodzą z lat 1720, 1725 i 1780 oraz z początku XIX wieku. Najcenniejszy jest ołtarz „Czternastu Wspomożycieli” ozdobiony figurami wykonanymi zapewne przez M. Kösslera. W świątyni są umieszczone również: chrzcielnica w stylu renesansowym z 1560 roku, ozdobiona ornamentem, liczne rzeźby i obrazy w stylu barokowym z XVIII i XIX wieku, ambona z 1730 roku wykonana zapewne przez M. Kösslera (na zlecenie proboszcza J. Heinela) w kształcie wieloryba z rozwartą paszczą oraz figury Ewangelistów wykonane przez sławnego śląskiego rzeźbiarza M. I. Klahra w 1732 roku. Organy tego kościoła zostały zbudowane przez firmę Carla Berschdorfa w 1939 roku w starej szafie prawdopodobnie z XVIII wieku. Posiadają wiatrownice upustowe dolnozaworowe, dwa miechy pływakowe, kontuar wolnostojący sprowadzony przez C. Berschdorfa z Monachium. Do roku 2010 organy były w stanie tragicznym. Instrument wyremontowała firma mgr. Arkadiusza Popławskiego Vox Coelestis.

## Galeria

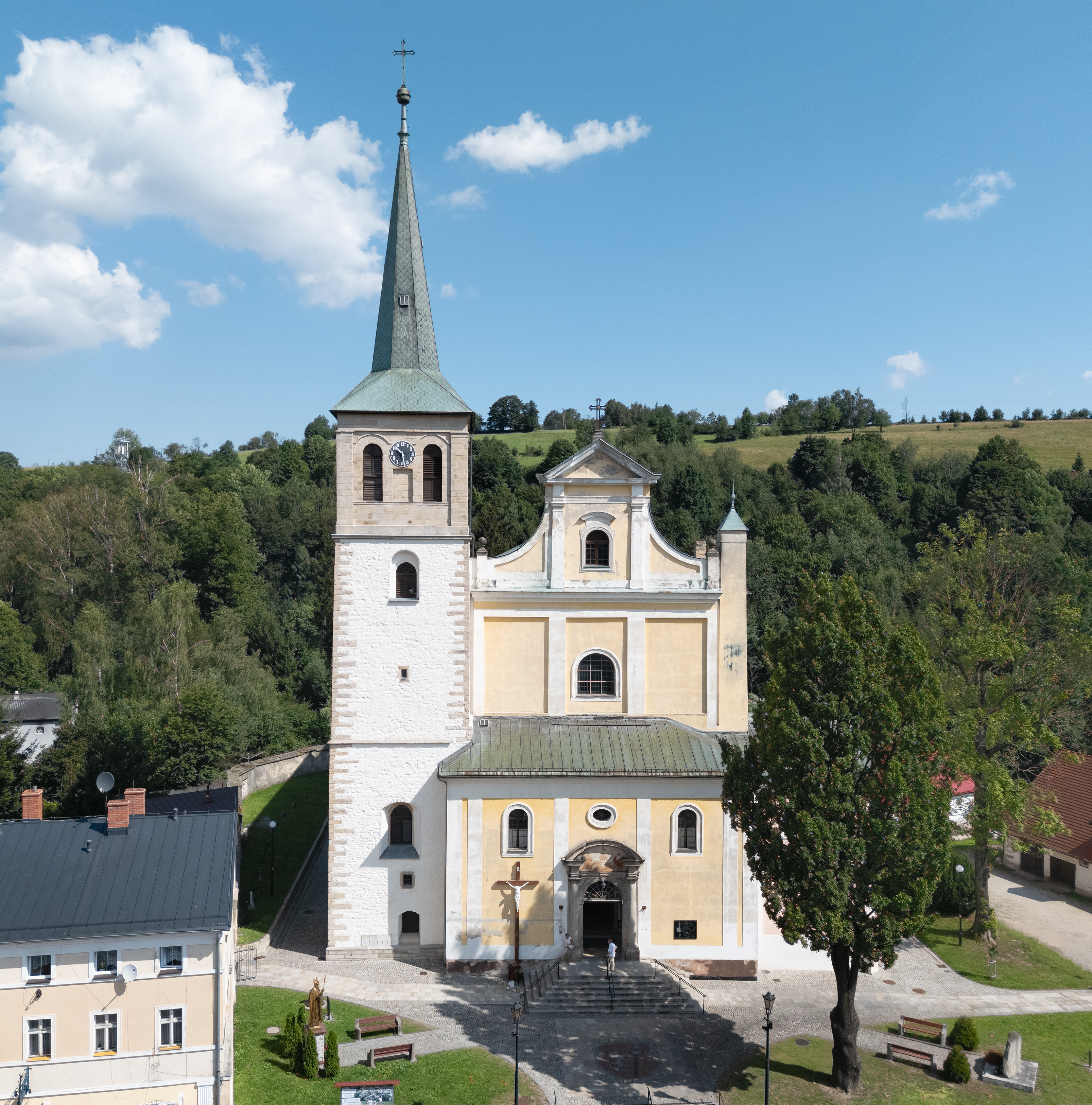
Widok od południowego wschodu
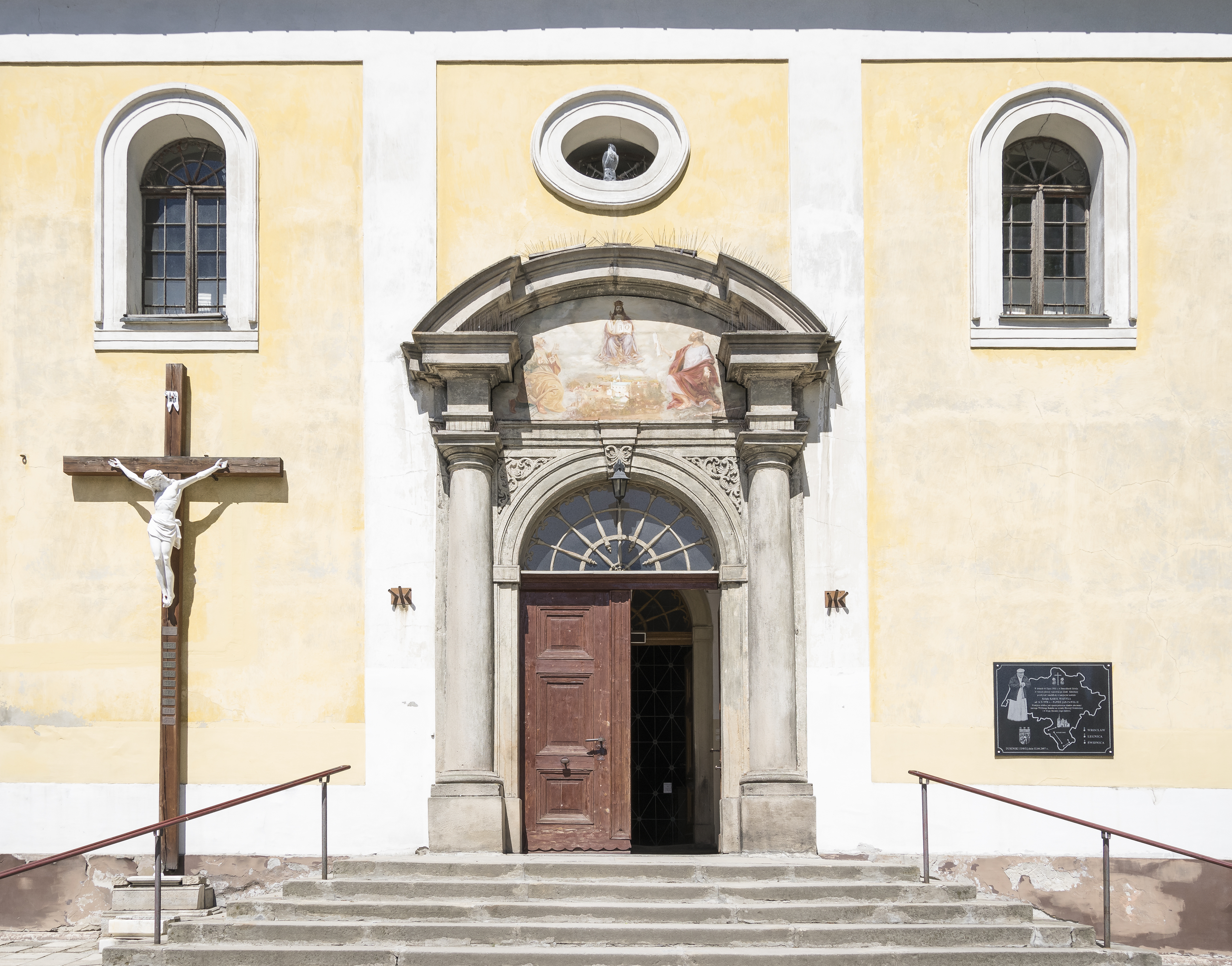
Główne wejście
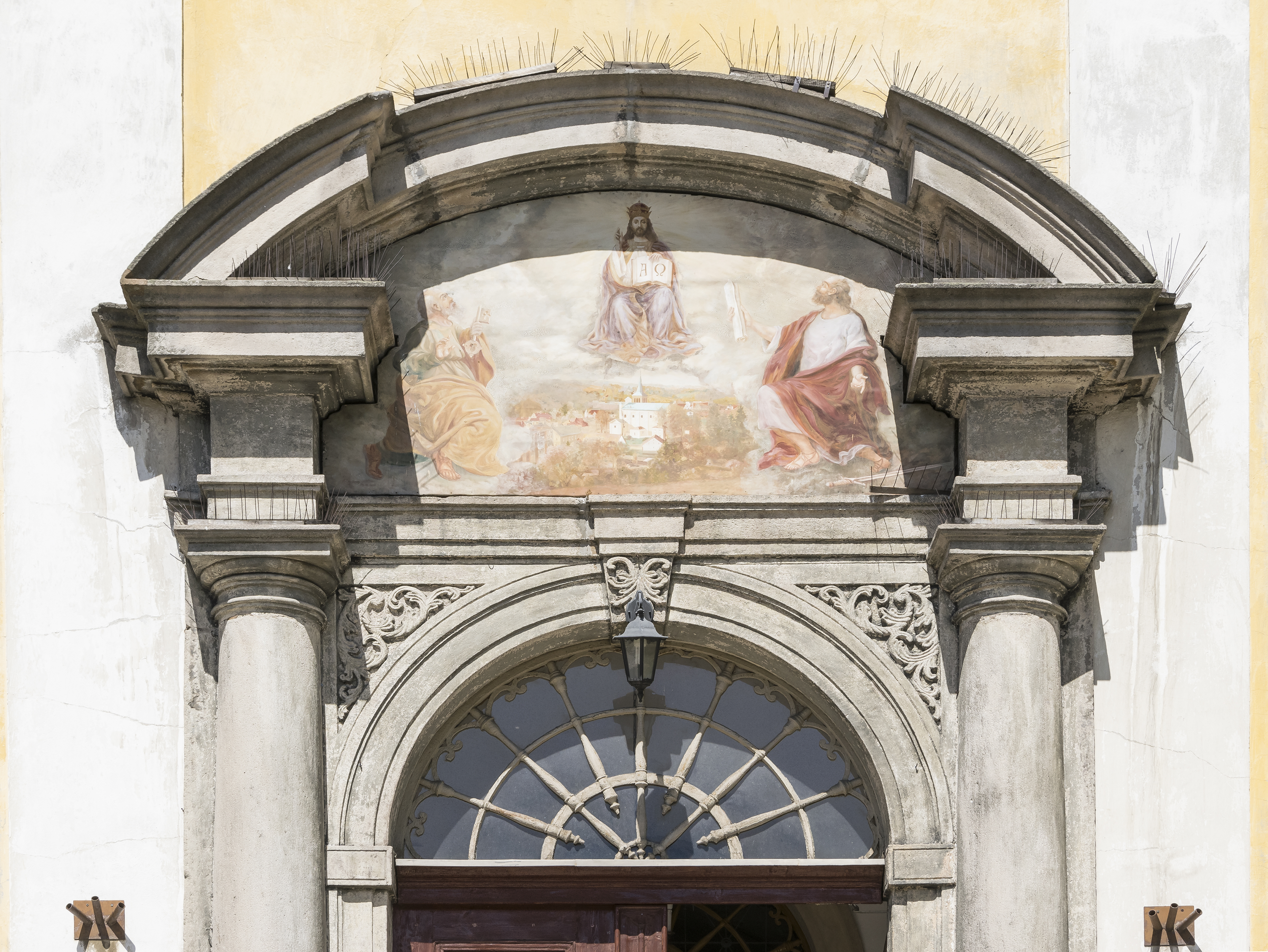
Fresk nad portalem
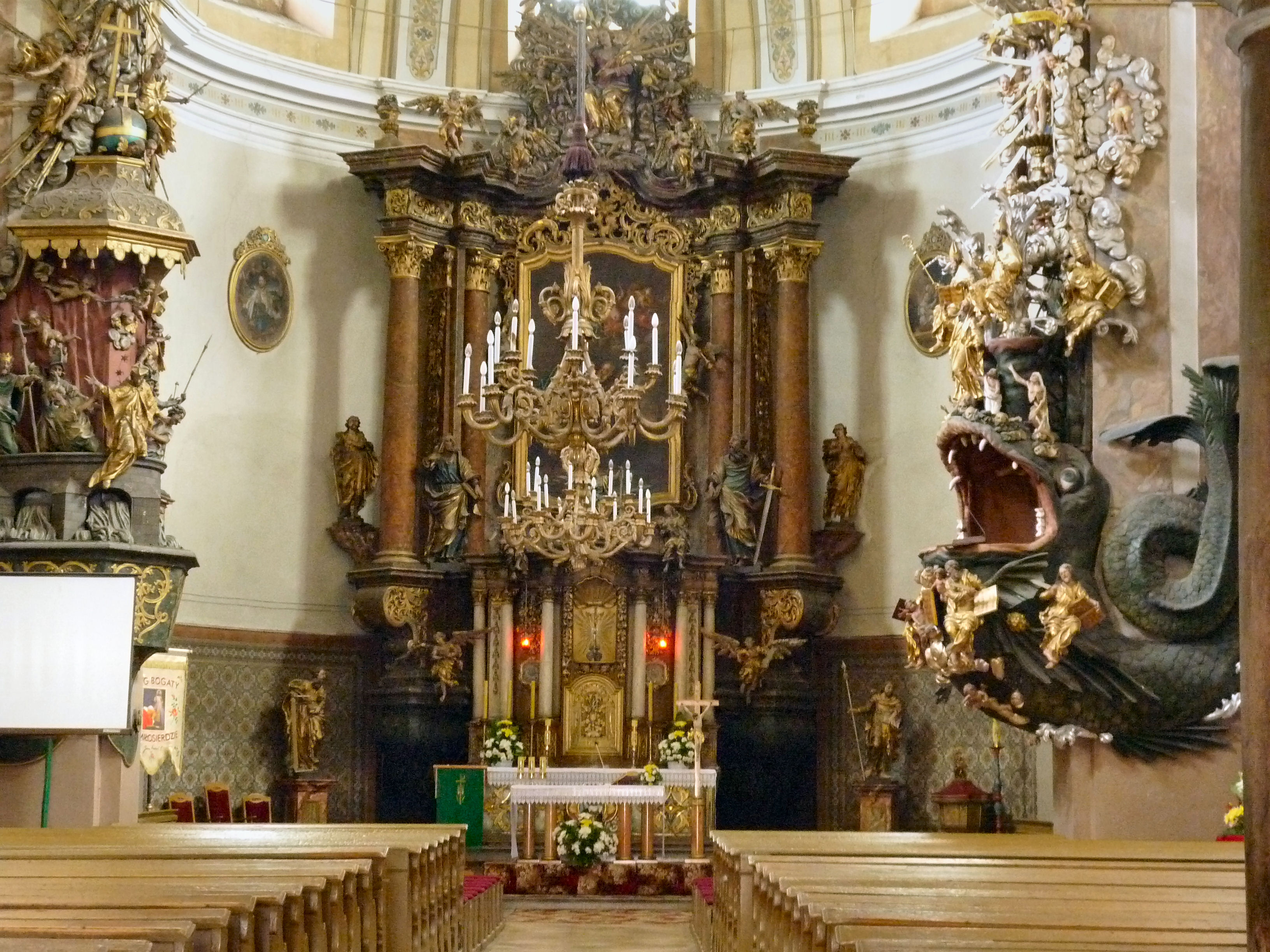
Ołtarz
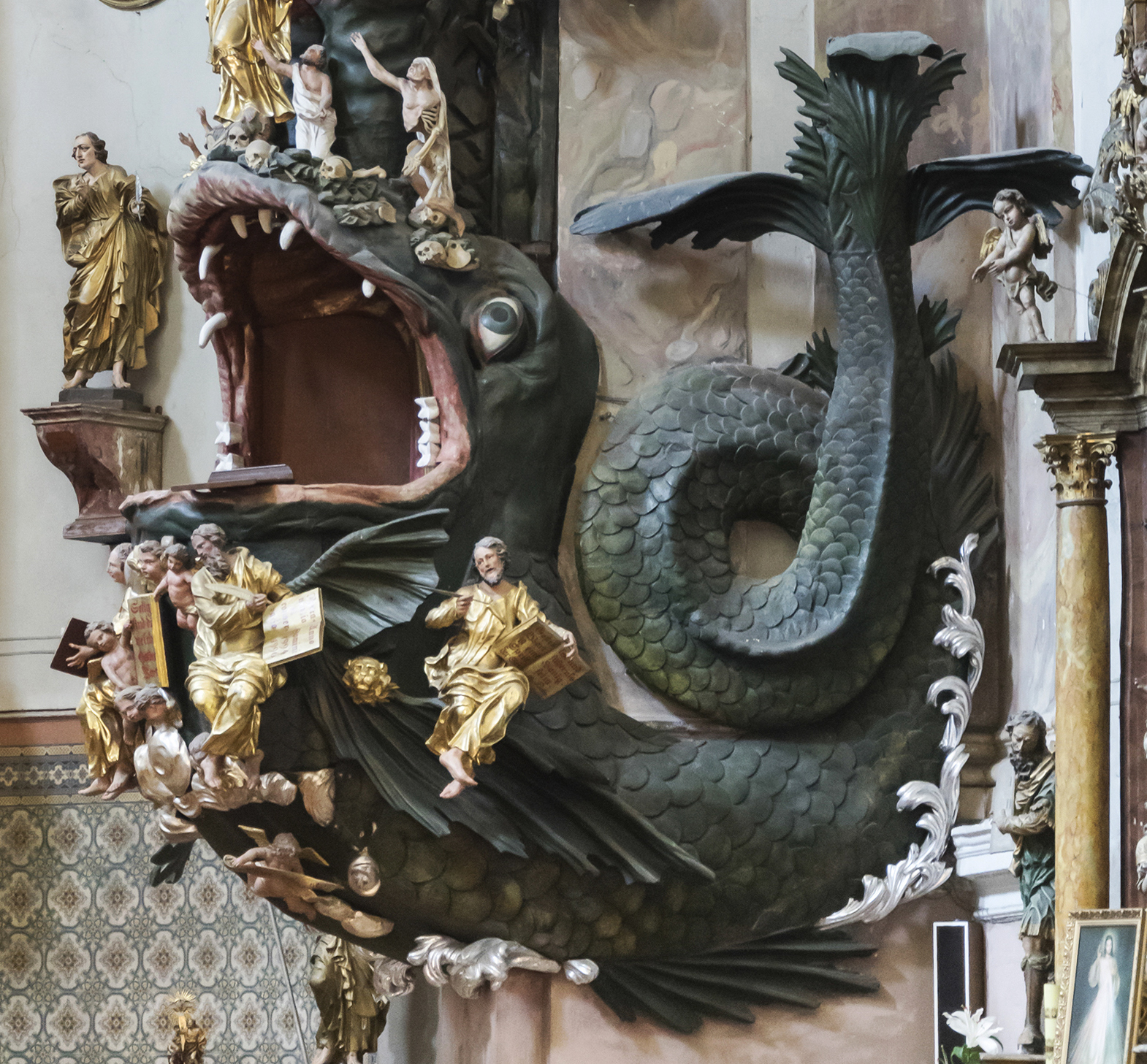
Ambona
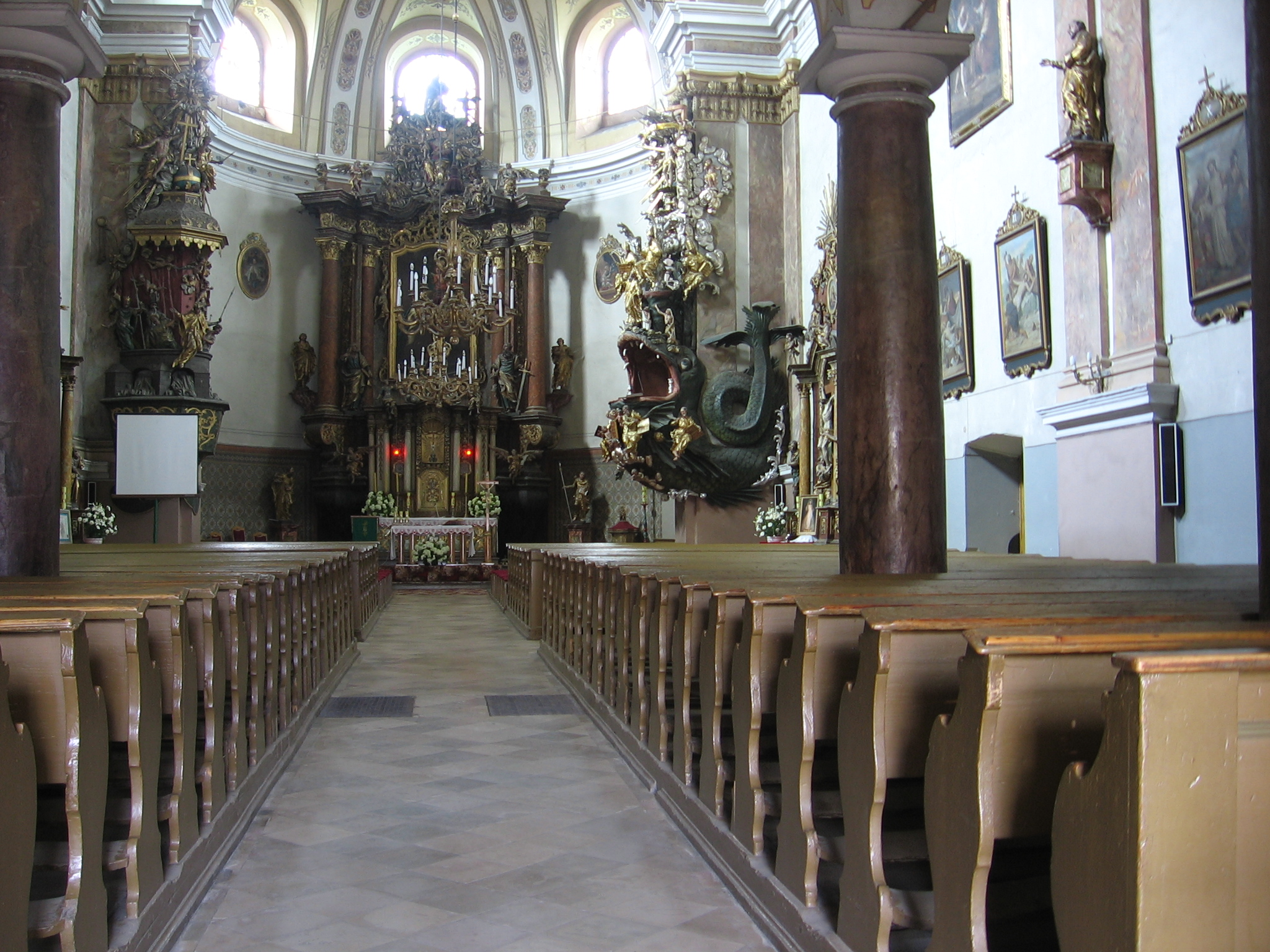
Wnętrze kościoła